# Manassès
Manassès est un prénom masculin français d'origine hébraïque, porté surtout à l'époque médiévale.

## Étymologie
La première personne répertoriée avec ce nom, qui signifie « celui qui fait oublier », est citée dans le Livre de la Genèse 41:51 : il s'agit de Manassès (hébreu : מנשה [me'na'sheh]), l'un des deux fils de Joseph.

## Variantes
- allemand : Manasse
- anglais : Manasseh
- arabe : مانيسا
- basque : Manase
- breton : Menashe
- espagnol : Manasés
- finnois : Manasse
- hébreu : מנשה
- hongrois : Manassze
- italien : Manasse
- néerlandais : Manasse
- polonais : Manasses
- portugais : Manassés
- roumain : Manase
- russe : Манассия
- suédois : Manasse
- turc : Menaşe
- ukrainien : Манассія

## Personnages historiques
ordre chronologique
- Manassès (cité à la fin du Xe siècle), 1er comte de Rethel ;
- Manassès (mort vers 960), archevêque d'Arles ;
- Manassès de Montdidier (mort en 993), évêque de Troyes (985-993) ;
- Manassès de Gournay (mort après 1080), archevêque de Reims ;
- Manassès (mort en 1106), archevêque de Reims ;
- Manassès (mort en 1137), comte de Guînes ;
- Manassès de Hierges (mort en 1177), connétable du royaume de Jérusalem ;
- Manassès de Garlande (mort vers 1185), évêque d'Orléans ;
- Manassès de Pougy (mort en 1190), évêque de Troyes ;
- Manassès de Bar (mort en 1193), comte de Bar-sur-Seine devenu évêque de Langres ;
- Manassès de Seignelay (mort en 1221), évêque d'Orléans ;
- Manassès de Pas de Feuquières (1590-1640), militaire et diplomate français.

- Pour l'ensemble des articles sur les personnes portant ce prénom, consulter :
  - la liste des articles dont le titre commence par ce prénom
  - les listes produites par Wikidata : Liste des personnes de prénom « Manasseh » — même liste en incluant les éventuels prénoms composés qui contiennent « Manasseh ».